# Series BYO Split
BYO Split Series es una serie de álbumes producidos por la discográfica BYO Records. Cada álbum incluye temas de dos bandas diferentes, cada una de las cuales participa en el disco con la mitad de los temas. El proyecto comenzó en el año 1999, y ya han visto la luz cinco entregas.

## Publicaciones
| Año  | Título                      | Banda 1            | Banda 2         |
| ---- | --------------------------- | ------------------ | --------------- |
| 1999 | BYO Split Series Volume I   | Leatherface        | Hot Water Music |
| 1999 | BYO Split Series Volume II  | Swingin' Utters    | Youth Brigade   |
| 2002 | BYO Split Series Volume III | NOFX               | Rancid          |
| 2002 | BYO Split Series Volume IV  | The Bouncing Souls | Anti-Flag       |
| 2004 | BYO Split Series Volume V   | Alkaline Trio      | One Man Army    |

## BYO Split Series, Vol. III
BYO Split Series, Vol. 3 es un disco de Rancid y NOFX. Lanzado el 5 de marzo de 2002 por BYO Records, el álbum contiene seis canciones de cada banda, cada banda interpreta un tema de la otra. 
Lista de canciones
- Canciones cantadas por NOFX, escritas por Rancid

1. "I'm the One" – 1:52
2. "Olympia, WA" – 3:00
3. "Tenderloin" – 1:26
4. "Antennaes" – 1:21
5. "Corazón de Oro" – 3:11
6. "Radio" – 2:54

- Canciones cantadas por Rancid, escritas por NOFX

1. "The Moron Bros" – 1:56
2. "Stickin' in My Eye" – 1:51
3. "Bob" – 2:03
4. "Don't Call Me White" – 2:47
5. "The Brews" – 2:08
6. "Vanilla Sex" – 2:28

## BYO Split Series Volume V
BYO Split Series Volume V es un split de las bandas de punk Alkaline Trio y One Man Army lanzado en 2004 a través de BYO Records. El álbum es la quinta entrega de las BYO Split Series, una serie de álbum recopilatorios lanzados por el propio sello. El disco fue grabado en los Atlas Studios, Chicago, Illinois y en Stout Recording Studio, Oakland, California en 2004. 
El álbum incluye la versión original del sencillo "Sadie", que apareció un año más tarde en el álbum de estudio Crimson, y que trata sobre Susan Atkins, miembro de la familia Manson. A diferencia de otras entregas de la serie BYO Split, solo hay una versión en el disco, "Wait for the Blackout" de The Damned. El resto de las canciones son inéditas.
Listado de canciones
Alkaline Trio
1. "Fine Without You" – 3:15
2. "Hating Every Minute" – 3:03
3. "Dead and Broken" – 2:09
4. "Sadie" – 4:38
5. "If You Had a Bad Time..." – 3:38
6. "Wait for the Blackout" (versión de The Damned) – 3:29

One Man Army
1. "The T.V. Song" – 2:31
2. "The Hemophiliac" – 1:28
3. "All the Way" – 2:26
4. "The Radio Airwaves Gave Me a Lobotomy" – 2:04
5. "I.F.H.A. (One Love)" – 2:07
6. "Let's Call It an Evening" – 2:57